# Chassalia blumeana
Chassalia blumeana är en måreväxtart som beskrevs av Rafaël Herman Anna Govaerts. Chassalia blumeana ingår i släktet Chassalia och familjen måreväxter. Inga underarter finns listade i Catalogue of Life.